# 지품천중학교
지품천중학교(知品泉中學校)는 대한민국 경상북도 김천시 대덕면 관기리에 있는 공립 중학교이다.

## 학교 연혁
- 2014년 1월 24일 : 교육부 김천남서부 5개 중학교 통합승인(6학급 120명)
- 2017년 3월 1일 : 개교
- 2017년 3월 1일 : 초대 김영일 교장 취임
- 2017년 3월 2일 : 입학식(35명), 전입학(2학년 21명, 3학년 17명)
- 2017년 3월 2일 : 디지털교과서 교육부 정책 연구학교 운영(2016. 3. 1.~2018. 2. 28.)
- 2017년 6월 28일 : 개교식
- 2018년 9월 1일 : 도교육청 디지털교과서 선도학교 운영(2018. 9. 1.~2020. 2. 29.)
- 2019년 6월 27일 : 자율학교(특성화된 교육과정운영) 지정(2020. 3. 1.~2023. 2. 28.)
- 2020년 6월 1일 : 2020학년도 미래핵심 기술교육(AI+) 중점학교 운영
- 2024년 1월 5일 : 제7회 졸업식 (졸업생 26명, 누계 141명)
- 2024년 3월 1일 : 제5대 허영배 교장 취임
- 2024년 3월 4일 : 제8회 입학식 (19명)

## 참고 자료
- 지품천중학교 - 한국교육학술정보원 학교알리미